# Peters (Ramsey)
Peters is een historisch merk van motorfietsen.
Peters Motors Ltd., Ramsey, Isle of Man, later J.A. Peters, London (1919-1925).
Merk van het Eiland Man dat een bijzondere motorfiets met eigen 347cc-tweetaktmotor bouwde. Een van de twee op het Eiland Man gebouwde motormerken (het andere was Aurora) in Douglas.
- Er was nog een merk met de naam Peters, zie Peters (Berlijn)